# Hymenophyllum molle
Hymenophyllum molle är en hinnbräkenväxtart som beskrevs av Conrad Vernon Morton. Hymenophyllum molle ingår i släktet Hymenophyllum och familjen Hymenophyllaceae. Inga underarter finns listade.